# Benka Gyula
Benka Gyula (Békéscsaba, 1838. április 8. – Szarvas, 1923. április 30.) magyar pedagógus, pedagógiai író, újságíró.

## Élete
Apja, Benka György, a szarvasi főgimnázium tanára, anyja Szemján Johanna. Elemi iskoláit Szarvason végezte, ahol nagy hatással volt rá tanára, Vajda Péter. Tanulmányait Sopronban, majd Pozsonyban folytatta, közben zongorát és rajzot is tanított. Az így összegyűjtött pénzen Németországba ment, Berlinben és Göttingenben töltött 1-1 félévet az egyetemen, ahol filozófiát és nyelvészetet tanult.
1862-ben került a szarvasi evangélikus gimnáziumhoz tanárnak, melynek 1884-től 1908-ig igazgatója volt. Az 1862-63-as tanévben az iskola felsőbb osztályaihoz kapcsolva megszervezte a tanítóképzőt, amely 1907-ben önállósult, illetve az ehhez és a gimnáziumhoz egyaránt szükséges zeneiskolát. Szellemi szükségletnek tartotta, hogy az ének-zenét minden iskolatípusban tanítsák. Lelkes támogatója volt a hangszeres zenetanításnak is. Zongorán és orgonán maga is kitűnően játszott. 1862-ben megszervezte a Szarvasi Dalárdát néhány lelkes gimnáziumi tanár és tanító közreműködésével, illetve a „jobb hangú iparosok” részvételével. A dalárda, amelynek 24 éven át volt vezetője, többször újjáalakult. A nevelők pedagógiai továbbképzése céljából létrehozta a szarvasi tanítóegyletet.

## Művei
- A békési ág. hitv. ev. egyházmegye tulajdonát képező s az általa fenntartott szarvasi főgymnasium története (Gyoma, 1895)
- Az iskola és a társadalom (kézirat)
- Iskolaszervezettan (kézirat, közli Tóth Lajos, Szarvasi Felsőfokú Óvónőképző Int. Évk., 1962).